# 1-ша повітрянодесантна бригада (СРСР)
1-ша пові́тряно-деса́нтна брига́да (1 пдбр) (у 1942 — 1-ша мане́врена пові́тряно-деса́нтна брига́да (1 мпдбр) — повітряно-десантна бригада, військове з'єднання повітряно-десантних військ Радянського Союзу за часів Другої світової війни.

## Командування
- Командир:
  - Майор, з лютого 1942 підполковник Тарасов Микола Юхимович (червень 1941 — квітень 1942) (взятий в полон 08.04.1942)[1]
  - Борисов Михайло Федорович (з 20 квітня 1943);
  - Волков Володимир Іванович (10 квітня 1944 — 3 січня 1945)
  - Красовський Павло Іванович